# Cosmophorini
Cosmophorini (лат.) — триба перепончатокрылых насекомых подсемейства Euphorinae из семейства браконид. Около 5 родов.

## Описание
Мелкие наездники-бракониды, длина переднего крыла 1-3 мм. Усики из 12-23 члеников. Нижнечелюстные щупики 4-5-члениковые, нижнегубные щупики состоят из 1-2 сегментов. Яйцеклад широкий, коготки лапок простые. Маргинальная ячейка переднего крыла варьирует в размере, жилка r развита или отсутствует, жилка 2M склеротизированная, жилка (RS + M)b не развита, длина жилок m-cu и 2RS варьирует.

## Экология
Представители родов Cosmophorus, Cryptoxilos, Plynops, Ropalophorus и Eucosmophorus все известны как паразитоиды имаго жуков-короедов (Scolytinae) из семейства Curculionidae (Coleoptera).

## Систематика
Около 5 родов, с учётом Ropalophorus (из трибы Dinocampini), Cryptoxilos и Plynops (перенесены из Euphorini) и Tuberidelus (перенесён из Perilitini).
- Cosmophorus Ratzeburg
  - Подроды Cosmophorus, Eucosmophorus Belokobylskij, Regiphorus van Achterberg
- Cryptoxilos Viereck
- Plynops Shaw
- Ropalophorus Curtis
- Sinuatophorus van Achterberg, in van Achterberg & Quicke, 2000
- Tuberidelus Chen & van Achterberg